# Kuehneosaurus
Kuehneosaurus is een vooralsnog monotypisch geslacht van uitgestorven reptielen dat in Engeland leefde in het Laat-Trias. De enige soort die in het geslacht geplaatst wordt is Kuehneosaurus latus.

## Vondsten
In 1946 vond Walter Georg Kühne in de Emborough Quarry, Old Down, Somerset, wervels van een klein reptiel.
In 1962 benoemde Pamela Lamplugh Robinson de typesoort Kuehneosaurius latus. De geslachtsnaam eert Kühne. De soortaanduiding betekent 'de brede' in het Latijn en verwijst naar de brede zijuitsteeksels van de wervels.
Het holotype is BMNH R8172, een skelet met schedel. Talrijke skeletten zijn toegewezen en Kuehneosaurus is een van de meest gevonden fossielen uit het late Trias van Zuid-Engeland.

## Kenmerken
Kuehneosaurus latus was een reptiel met lange poten, dat zweefvluchten kon maken met behulp van een vlieghuid die hij vast tegen zijn lichaam kon aandrukken tijdens zijn geklauter in bomen. Het dier was vijfenzestig centimeter lang en honderdtwintig gram zwaar en had een dozijn sterk verlengde ribben, die aan weerszijden van het lichaam uitstaken, waardoor het dier een spanwijdte van dertig centimeter had. Over de ribben lag een huidflap, waardoor vleugels ontstonden, die zaten tussen de voor- en achterpoten, die werden gebruikt voor de stabilisatie van het lichaam tijdens de glijvlucht. Waarschijnlijk was de huid van zijn vleugels rijk aan bloedvaten. Zijn lange staart gebruikte het dier als roer. De schedel en het skelet waren heel licht. De schedel heeft een driehoekig profiel in bovenaanzicht met een puntige snuit. De kaken zijn bezet door vele puntige tandjes. Aan de achterkant van de schedel bevond zich een aerodynamische kraag. Opvallend waren de grote ogen. Tijdens de zweefvlucht kon hij insecten vangen.
Dezelfde constructie is terug te vinden bij de oudere Coelurosauravus en bij het nog levende vliegend draakje (Draco volans) van Zuidoost-Azië.

## Fylogenie
Kuehneosaurus is geen hagedis. De Kuehneosauridae staan basaal in de Lepidosauromorpha.

## Levenswijze
Het dier leefde in bosrijke gebieden, waar het zich voedde met insecten.